# Pareas
Pareas es un género de serpientes de la familia Pareidae. Sus especies se distribuyen por la región indomalaya.

## Especies
Se reconocen las 18 especies siguientes:
- Pareas atayal You, Poyarkov & Lin, 2015.
- Pareas boulengeri (Angel, 1920).
- Pareas capitulatus Stuart, Seateun, Sivongxay, Souvannavong & Phimmachak, 2025.[2]
- Pareas carinatus (Boie, 1828).
- Pareas chinensis (Barbour, 1912).
- Pareas dulongjiangensis Liu, Yang, Rao, Guo & Rao, 2023.[3]
- Pareas formosensis (Van Denburgh, 1909).
- Pareas guanyinshanensis Liu, Mo, M. Li, B. Li, Luo, Rao & S. Li, 2024.[4]
- Pareas hamptoni (Boulenger, 1905).
- Pareas iwasakii (Maki, 1937).
- Pareas komaii (Maki, 1931).
- Pareas margaritophorus (Jan, 1866).
- Pareas monticola (Cantor, 1839).
- Pareas nigriceps Guo & Deng, 2009.
- Pareas tigerinus Liu, Zhang, Poyarkov, Hou, Wu, Rao, Nguyen & Vogel, 2023.[5]
- Pareas nuchalis (Boulenger, 1900).
- Pareas stanleyi (Boulenger, 1914).
- Pareas vindumi Vogel, 2015.